# 1860 год в театре

## События
- 2 октября — открытие здания Мариинского театра премьерой оперы М. А. Глинки «Жизнь за царя».
- В Петербурге начал издаваться журнал «Искусство».
- В Саратове построен летний театр, где впоследствии выступала оперная труппа.
- В Гельсингфорсе основан первый в Финляндии профессиональный театр.
- В Стратфорд-на-Эйвоне основан Шекспировский мемориальный театр.
- Мейнингенский театр получил статус придворного.
- В Загребе создан Хорватский национальный театр.
- В Гуджарате основано К. С. Назиром «Театральное общество Элфинстона» (действовало до 1920-х годов).
- В городе Матанасе создан театр «Эстеван» (переименован в театр «Сауто»).
- В Филадельфии основан Театр Дж. Дрю.

### Постановки
- 8 января — в Петербурге, на сцене Александринского театра состоялась первая постановка в России пьесы Уильяма Шекспира «Венецианский купец» (перевод и сценическая обработка Аполлона Григорьева, в роли Шейлока — Василий Самойлов).
- 10 октября — в Петербурге, на сцене Александринского театра состоялась премьера пьесы Александра Островского «Старый друг лучше новых двух».
- 14 октября — в Москве, на сцене Малого театра впервые показана комедия Александра Островского «Старый друг лучше новых двух» (в бенефис Бороздиной 2-й).
- 26 ноября — в Париже, на сцене театра Ле Пелетье состоялась премьера единственного балета Марии Тальони «Бабочка» (музыка Жака Оффенбаха, либретто Жюля Сен-Жоржа). Роль главной героини, Фарфаллы, исполнила балерина Эмма Ливри.
- Представление пьесы Н. В. Гоголя «Ревизор» в пользу литературного фонда (Городничий — А. Ф. Писемский, Почтмейстер — Ф. М. Достоевский, Хлестаков — П. И. Вейнберг, купец Абдулин — А. Ф. Кони, почётные лица города и полицейские — Д. В. Григорович, Н. А. Некрасов, И. И. Панаев, И. С. Тургенев и другие).

- драма «Росас» (соч. 1852) аргентинского драматурга П. Эчагуэ.
- «Свободная Америка» Демарии (1860) в театре «Архентино» (Буэнос-Айрес).
- «Зеркало индиго» Митро в Национальном театре (Калькутта)
- «Мать» бразильского драматурга Ж. ди Аленкара
- «Завиш из Фалькенштейна» и «Король Рудольф» Витезслава Галека (Чехия).
- «Отрывок» (под названием «Собачкин») Н. В. Гоголя в Александринсом театре.
- «Рип Ван Винкль» по В. Ирвингу. В заглавной роли — Джозеф Джефферсон.
- «Мушиные лапки» В. Сарду и «Путешествие господина Перришона» Э. Лабиша в Театре «Жимназ» (Париж).
- Комедия В. Сарду «Мосье Гара» в Театра Дежазе.
- Историческая драма «Битва Германа» Г. Клейст (написана в 1808 году).
- «Марчеллина» Леопольде Маренко (труппа К. Дондини, Турин).
- Драма «Роскошь и суета» Жоакина Мануэла ди Маседу.
- «Отец семейства» И. Е. Чернышева в Александринском театре.
- «Росас» Педро Эчагуэ (Труппа Ф. Торреса, Буэнос-Айрес).

### Драматургия и театральная литература
- В России снят цензурный запрет на публичное представление трагедии У. Шекспира «Макбет» и комедии А. Н. Островского «Свои люди — сочтёмся» (1849).
- Драма А. Ф. Писемского «Горькая судьбина» (1859) удостоена большой Уваровской премии.
- Опубликована пьеса М. Ю. Лермонтова «Странный человек» (1831).
- В журнале «Библиотека для чтения», № 1 и отдельным изданием (СПб, 1860) опубликована «Гроза» А. Н. Островского (написана и поставлена в 1859 году).
- Статья Н. А. Добролюбова «Луч света в тёмном царстве» о пьесах А. Н. Островского.
- Финский драматург Алексис Киви создал первый вариант романтической трагедии «Куллерво» по мотивам «Калевалы» (первая пьеса на финском языке; второй вариант — 1864 год).
- Первая бенгальская историческая трагедия «Принцесса Кришна» Модхушудона Дотто (поставлена в 1867 году театром «Шобхабаджар»).
- «Кипселиде» Димитриоса Вернардакиса (поставлена афинским «Муниципальным театром» в 1891 году).

## Деятели театра
- Аделаида Ристори гастролирует в России (1860—1861 годы).
- Фридрих Гаазе (Хаазе) вступает в немецкую труппу Михайловского театра.
- 7 декабря — на сцене «Комеди Франсез» дебютирует Б.-К. Коклен-старший.

### Родились
- 29 января, Таганрог — русский писатель и драматург Антон Чехов.
- 26 января [7 февраля] 1860, Санкт-Петербург — Владимир Теляковский, русский театральный деятель, администратор; последний директор императорских театров (1901—1917).
- 20 февраля — датский актёр и театровед Карл Манциус.
- 12 марта, Неаполь — итальянский писатель, драматург и историк театра Сальваторе Ди Джакомо.
- 6 апреля (25 марта) 1860 — греческий актёр Евангелос Пандопулос.
- 3 апреля, Харлем — голландский писатель и драматург Фредерик ван Эден.
- 22 апреля — американская актриса Ада Реган (Риэн).
- 9 мая, Кирримьюр — английский драматург, автор книг о Питере Пэне Джеймс Мэтью Барри
- 4 [16] мая 1860, Ревельский уезд — князь Сергей Волконский, русский театральный деятель, режиссёр, критик, мемуарист.
- 25 июня — испанский поэт, драматург и историк театра Нарсисо Диас де Эсковар.
- 17 июля — американский антрепренёр Чарлз Фроман.
- 3 августа (22 июля) 1860, Черниговская губерния — украинская актриса Мария Заньковецкая.
- 3 октября, Лондон — английский антрепренёр, основательница Театра Аббатства Энни Хорнимэн[англ.].
- 17 [29] октября 1860, Санкт-Петербург — Валериан Светлов, русский литератор, историк балета, театральный критик, драматург-либреттист.
- 29 ноября, Прага — чешская актриса Гана Квапилова.
- 13 декабря, Париж — французский актёр и драматург Люсьен Гитри.
- ?, Сигнахи — грузинская актриса и антрепренёр Мария Сапарова-Абашидзе.
- русский актёр Роберт Адельгейм
- китайский актёр Гуй-Фэнь Ван (ум. 1906).
- немецкий писатель Бруно Вилле, основатель «Свободной народной сцены» («Фрейе фольксбюне»; 1890) и «Новой свободной народной сцены» («Нойе фрейе фольксбюне»; 1892).
- русская актриса Глафира Мартынова.
- австрийский актёр Георг Реймерс[нем.].

### Скончались
- 13 марта — Николай Петер Нильсен, датский актёр.
- 25 августа — Йохан Людвиг Хейберг, датский поэт, драматург и театральный критик, руководитель Королевского театра в 1849—1856 годах, создатель датского национального водевиля.
- 28 (16) августа 1860, Харьков — Александр Мартынов, русский актёр, один из основоположников русской школы сценического реализма.
- 29 (17) августа 1860 — русская актриса Эвелина Шмитгоф.
- 12 сентября (31 августа) 1860, Санкт-Петербург — Степан Жихарев, русский писатель, драматург и театрал.
- 21 (9) декабря 1860, Москва — Дмитрий Ленский, русский драматург и актёр, автор водевилей.